# Seiun Award
De Seiun Award (星雲賞, Seiunshō) is een Japanse speculatieve fictie-prijs speciaal bedoeld voor boeken, strips, films en televisieseries uit het sciencefictiongenre, welke sinds 1970 jaarlijks wordt uitgereikt.
De prijs wordt uitgereikt op de Nihon SF Taikai. Winnaars worden middels een verkiezing gekozen door deelnemers aan de Nihon SF Taikai. Voor de prijs komen sciencefictionverhalen die in het kalenderjaar ervoor zijn gepubliceerd in aanmerking. Indien dit verhaal deel uitmaakt van een serie, kan de hele serie ook genomineerd worden mits deze serie in het afgelopen kalenderjaar is beëindigd. Voor de verkiezing wordt een kanditatenlijst opgesteld door de cience Fiction Fan Groups of Japan, maar deze is niet bindend daar stemmers ook op werken die niet op de lijst staan kunnen stemmen.
De prijs is vernoemd naar het eerste professionele sciencefictiontijdschrift van Japan, welke in 1954 verscheen. Seiun is het Japanse woord voor "nevel".

## Winnaars

### Beste Japanse langverhaal
| Jaar | Winnaar                                                         |
| ---- | --------------------------------------------------------------- |
| 1970 | Reichōrui Minami e door Yasutaka Tsutsui                        |
| 1971 | Tsugu no wa Dare ka? door Sakyō Komatsu                         |
| 1972 | Ishi no Ketsumyaku door Ryō Hanmura                             |
| 1973 | Kagami no Kuni no Alice door Tadashi Hirose                     |
| 1974 | Japan Sinks door Sakyō Komatsu                                  |
| 1975 | Ore no Chi wa Tanin no Chi door Yasutaka Tsutsui                |
| 1976 | Nanase Futatabi door Yasutaka Tsutsui                           |
| 1977 | Saikoro Tokkōtai door Musashi Kanbe                             |
| 1978 | Chikyū Seishin Bunseki Kiroku / Eld Analusis door Masaki Yamada |
| 1979 | Shōmetsu no Kōrin door Taku Mayumura                            |
| 1980 | Hōseki Dorobō door Masaki Yamada                                |
| 1981 | Kaseijin Senshi door Chiaki Kawamata                            |
| 1982 | Kirikiri-Jin door Hisashi Inoue                                 |
| 1983 | Sayonara Jupiter door Sakyō Komatsu                             |
| 1984 | Teki wa Kaizoku / Kaizokuban door Chōhei Kanbayashi             |
| 1985 | Sentō Yōsei Yukikaze door Chōhei Kanbayashi                     |
| 1986 | Dirty-Pair no Daigyakuten door Haruka Takachiho                 |
| 1987 | Prism door Chōhei Kanbayashi                                    |
| 1988 | Legend of the Galactic Heroes door Yoshiki Tanaka               |
| 1989 | Babylonia Wave door Akira Hori                                  |
| 1990 | Jōgen no Tsuki wo Taberu Shishi door Baku Yumemakura            |
| 1991 | Hybrid Child door Mariko Ōhara                                  |
| 1992 | Merusasu no Shōnen door Hiroe Suga                              |
| 1993 | Venus City door Gorō Masaki                                     |
| 1994 | Owari naki Sakuteki door Kōshū Tani                             |
| 1995 | Kishin Heidan door Masaki Yamada                                |
| 1996 | Hikishio no Toki door Taku Mayumura                             |
| 1997 | Seikai no Monshou door Hiroyuki Morioka                         |
| 1998 | Teki wa Kaizoku / A-kyū no Teki door Chōhei Kanbayashi          |
| 1999 | Suisei Gari door Yūichi Sasamoto                                |
| 2000 | Good luck, Sentou Yousei Yukikaze door Chōhei Kanbayashi        |
| 2001 | Eien no Mori, Hakubutsukan Wakusei door Hiroe Suga              |
| 2002 | Fuwa-fuwa no Izumi door Hōsuke Nojiri                           |
| 2003 | Usurper of the Sun door Hōsuke Nojiri                           |
| 2004 | Dai-Roku Tairiku door Issui Ogawa                               |
| 2005 | ARIEL door Yūichi Sasamoto                                      |
| 2006 | Summer/Time/Traveler door Kazuma Shinjō                         |
| 2007 | Nihon chinbotsu Dai 2 Bu door Sakyo Komatsu en Kōshū Tani       |
| 2008 | Toshokan Sensō Series door Hiro Arikawa                         |
| 2009 | Harmony door Keikaku Itō                                        |
| 2010 | Guin Saga series door Kaoru Kurimoto                            |
| 2011 | Kyonen wa ii toshi ni narudarou door Hiroshi Yamamoto           |
| 2012 | Tengoku to jigoku door Yasumi Kobayashi                         |
| 2013 | Shisha no teikoku door Keikaku Itō and Tō Enjō                  |
| 2014 | Kororogi dake kara mokusei toroya e door Issui Ogawa            |
| 2015 | Orbital Cloud door Taiyō Fujii                                  |

### Beste Japanse kortverhaal
| Jaar | Winnaar                                                                    |
| ---- | -------------------------------------------------------------------------- |
| 1970 | "Furu Neruson" door Yasutaka Tsutsui                                       |
| 1971 | "Vitamin" door Yasutaka Tsutsui                                            |
| 1972 | "Shirokabe no Moji wa Yūhi ni Haeru" door Yoshio Aramaki                   |
| 1973 | "Kesshō Seidan" door Sakyō Komatsu                                         |
| 1974 | "Nippon Igai Zenbu Chinbotsu" door Yasutaka Tsutsui                        |
| 1975 | "Kamigari" door Masaki Yamada                                              |
| 1976 | "Vomisa" door Sakyō Komatsu                                                |
| 1977 | "Metamorphoses Guntō" door Yasutaka Tsutsui                                |
| 1978 | "Gordian Knot" door Sakyō Komatsu                                          |
| 1979 | "Chikyū wa Plain yogurt" door Shinji Kajio                                 |
| 1980 | "The Dirty Pair's Great Adventures" door Haruka Takachiho                  |
| 1981 | "Green Requiem" door Motoko Arai                                           |
| 1982 | "Neptune" door Motoko Arai                                                 |
| 1983 | "Kotobazukaishi" door Chōhei Kanbayashi                                    |
| 1984 | "Super Phoenix" door Chōhei Kanbayashi                                     |
| 1985 | (geen prijs)                                                               |
| 1986 | "Lemon Pie, Oyashiki Yokochō Zero Banchi" door Masahiro Noda               |
| 1987 | "Martian Railroad 19" door Kōshū Tani                                      |
| 1988 | "Yama no ue no Kōkyō-gaku" door Norio Nakai                                |
| 1989 | "Kurage no Hi" door Jin Kusakami                                           |
| 1990 | "Aqua Planet" door Mariko Ōhara                                            |
| 1991 | "Jōdan no Tsuki wo Kurau Inoshishi" Baku Yumemakura                        |
| 1992 | "Kyōryū Laurentiis no Genshi" door Shinji Kajio                            |
| 1993 | "Sobakasu no Figure" door Hiroe Suga                                       |
| 1994 | "Kuruguru Tsukai" door Kenji Ōtsuki                                        |
| 1995 | "Nonoko no Fukushū Jigujigu" door Kenji Ōtsuki                             |
| 1996 | "Hitonatsu no Keikenchi" door Kō Hiura                                     |
| 1997 | "Diet no Hōteishiki" door Jin Kusakami                                     |
| 1998 | "Independence Day in Ōsaka (Ai wa Nakutomo Shihonshugi)" door Mariko Ōhara |
| 1999 | "Yoake no Terrorist" door Hiroyuki Morioka                                 |
| 2000 | "Taiyō no Sandatsusha" door Hōsuke Nojiri                                  |
| 2001 | "Ashibiki Daydream" door Shinji Kajio                                      |
| 2002 | "Ginga Teikoku no Kōbō mo Fude no Ayamari" door Hirofumi Tanaka            |
| 2003 | "Ore wa Misairu" door Mizuhito Akiyama                                     |
| 2004 | "Yomibito shirazu" door Shinji Kajio                                       |
| 2005 | "Katadorareta Chikara" door Hirotaka Tobi                                  |
| 2006 | "Tadayotta Otoko" door Issui Ogawa                                         |
| 2007 | "A Furoshiki and Spider’s Thread" door Hōsuke Nojiri                       |
| 2008 | "Chinmoku no Flyby" door Hōsuke Nojiri                                     |
| 2009 | "Nankyokuten no Pia Pia dōga" door Hōsuke Nojiri                           |
| 2010 | "Jisei no yume" door Hirotaka Tobi                                         |
| 2011 | "Arisuma ō no aishita mamono" door Issui Ogawa                             |
| 2012 | "Utau sensuikan to Pia Pia dōga" door Hōsuke Nojiri                        |
| 2013 | "Ima shūgōteki muishiki o," door Chōhei Kanbayashi                         |
| 2014 | "Hoshi o tsukuru mono tachi" door Kōshū Tani                               |
| 2015 | "Umi no yubi" door Hirotaka Tobi                                           |

### Beste vertaalde langverhaal
| Jaar | Winnaar                       | Auteur(s)             | Vertaler(s)        | Uitgever of publicatie |  |
| ---- | ----------------------------- | --------------------- | ------------------ | ---------------------- |  |
| 1970 | The Crystal World             | J. G. Ballard         | Yasuo Nakamura     | Tokyo Sogensha         |  |
| 1971 | The Andromeda Strain          | Michael Crichton      | Hisashi Asakura    | Hayakawa Publishing    |  |
| 1972 | Nightwings                    | Robert Silverberg     | Takako Satoh       | Hayakawa Publishing    |  |
| 1973 | The Sirens of Titan           | Kurt Vonnegut, Jr.    | Hisashi Asakura    | Hayakawa Publishing    |  |
| 1974 | Duin                          | Frank Herbert         | Tetsu Yano         | Hayakawa Publishing    |  |
| 1975 | Up the Line                   | Robert Silverberg     | Yasuo Nakamura     | Tokyo Sogensha         |  |
| 1976 | ...And Call Me Conrad         | Roger Zelazny         | Fusa Obi           | Hayakawa Publishing    |  |
| 1977 | The Dragon Masters            | Jack Vance            | Hisashi Asakura    | Hayakawa Publishing    |  |
| 1978 | I Will Fear No Evil           | Robert A. Heinlein    | Tetsu Yano         | Hayakawa Publishing    |  |
| 1979 | Ringworld                     | Larry Niven           | Rei Kozumi         | Hayakawa Publishing    |  |
| 1980 | Rendezvous with Rama          | Arthur C. Clarke      | Hiroshi Minamiyama | Hayakawa Publishing    |  |
| 1981 | Inherit the Stars             | James P. Hogan        | Hiroaki Ike        | Tokyo Sogensha         |  |
| 1982 | The Genesis Machine           | James P. Hogan        | Hiroaki Ike        | Tokyo Sogensha         |  |
| 1983 | Dragon's Egg                  | Robert L. Forward     | Akira Yamataka     | Hayakawa Publishing    |  |
| 1984 | The Garments of Caean         | Barrington J. Bayley  | Wataru Fuyukawa    | Hayakawa Publishing    |  |
| 1985 | The Zen Gun                   | Barrington J. Bayley  | Akinobu Sakai      | Hayakawa Publishing    |  |
| 1986 | Elric saga                    | Michael Moorcock      | Hitoshi Yasuda     | Hayakawa Publishing    |  |
| 1986 | Elric saga                    | Michael Moorcock      | Akemi Itsuji       | Hayakawa Publishing    |  |
| 1987 | Neuromancer                   | William Gibson        | Hisashi Kuroma     | Hayakawa Publishing    |  |
| 1988 | Norstrilia                    | Cordwainer Smith      | Hisashi Asakura    | Hayakawa Publishing    |  |
| 1989 | Footfall                      | Larry Niven           | Akinobu Sakai      | Tokyo Sogensha         |  |
| 1989 | Footfall                      | Jerry Pournelle       | Akinobu Sakai      | Tokyo Sogensha         |  |
| 1990 | Collision with Chronos        | Barrington J. Bayley  | Nozomi Ohmori      | Tokyo Sogensha         |  |
| 1991 | The Uplift War                | David Brin            | Akinobu Sakai      | Hayakawa Publishing    |  |
| 1992 | The McAndrew Chronicles       | Charles Sheffield     | Akinobu Sakai      | Tokyo Sogensha         |  |
| 1993 | Tau Zero                      | Poul Anderson         | Hisashi Asakura    | Tokyo Sogensha         |  |
| 1994 | Entoverse                     | James P. Hogan        | Hiroaki Ike        | Tokyo Sogensha         |  |
| 1995 | Hyperion                      | Dan Simmons           | Akinobu Sakai      | Hayakawa Publishing    |  |
| 1996 | The Fall of Hyperion          | Dan Simmons           | Akinobu Sakai      | Hayakawa Publishing    |  |
| 1996 | Timelike Infinity             | Stephen Baxter        | Kazuko Onoda       | Hayakawa Publishing    |  |
| 1997 | End of an Era                 | Robert J. Sawyer      | Masayuki Uchida    | Hayakawa Publishing    |  |
| 1998 | Fallen Angels                 | Larry Niven           | Osamu Asai         | Tokyo Sogensha         |  |
| 1998 | Fallen Angels                 | Jerry Pournelle       | Osamu Asai         | Tokyo Sogensha         |  |
| 1998 | Fallen Angels                 | Michael F. Flynn      | Osamu Asai         | Tokyo Sogensha         |  |
| 1999 | The Time Ships                | Stephen Baxter        | Naoya Nakahara     | Hayakawa Publishing    |  |
| 1999 | Red Mars                      | Kim Stanley Robinson  | Yutaka Ohshima     | Tokyo Sogensha         |  |
| 2000 | Kirinyaga                     | Mike Resnick          | Masayuki Uchida    | Hayakawa Publishing    |  |
| 2001 | Frameshift                    | Robert J. Sawyer      | Masayuki Uchida    | Hayakawa Publishing    |  |
| 2002 | There and Back Again          | Pat Murphy            | Hisashi Asakura    | Hayakawa Publishing    |  |
| 2003 | Illegal Alien                 | Robert J. Sawyer      | Masayuki Uchida    | Hayakawa Publishing    |  |
| 2004 | Heaven's Reach                | David Brin            | Akinobu Sakai      | Hayakawa Publishing    |  |
| 2005 | Distress                      | Greg Egan             | Makoto Yamagishi   | Tokyo Sogensha         |  |
| 2006 | Diaspora                      | Greg Egan             | Makoto Yamagishi   | Hayakawa Publishing    |  |
| 2007 | Mortal Engines                | Phillip Reeve         | Rei Anno           | Tokyo Sogensha         |  |
| 2008 | Brightness Falls from the Air | James Tiptree, Jr.    | Hisashi Asakura    | Hayakawa Publishing    |  |
| 2009 | Spin                          | Robert Charles Wilson | Takeshi Mogi       | Tokyo Sogensha         |  |
| 2010 | The Last Colony               | John Scalzi           | Masayuki Uchida    | Hayakawa Publishing    |  |
| 2011 | Eifelheim                     | Michael F. Flynn      | Yooichi Shimada    | Tokyo Sogensha         |  |
| 2012 | The Windup Girl               | Paolo Bacigalupi      | Kazue Tanaka       | Hayakawa Publishing    |  |
| 2012 | The Windup Girl               | Paolo Bacigalupi      | Hiroshi Kaneko     | Hayakawa Publishing    |  |
| 2013 | The Android's Dream           | John Scalzi           | Masayuki Uchida    | Hayakawa Publishing    |  |
| 2014 | Blindsight                    | Peter Watts           | Yooichi Shimada    | Tokyo Sogensha         |  |
| 2015 | The Martian                   | Andy Weir             | Kazuko Onoda       | Hayakawa Publishing    |  |

### Beste verhaalde kortverhaal
| Jaar | Winnaar                                 | Auteur(s)            | Vertaler(s)         | Uitgever of publicatie                                                                                         |
| ---- | --------------------------------------- | -------------------- | ------------------- | --- |
| 1970 | "The Squirrel Cage"                     | Thomas M. Disch      | Norio Itoh          | SF Magazine |
| 1971 | "The Poems"                             | Ray Bradbury         | Norio Itoh          | SF Magazine |
| 1972 | "The Blue Bottle"                       | Ray Bradbury         | Norio Itoh          | SF Magazine |
| 1973 | "The Black Ferris"                      | Ray Bradbury         | Norio Itoh          | Dark Carnival (Hayakawa Publishing)                                                                            |
| 1974 | "A Meeting with Medusa"                 | Arthur C. Clarke     | Norio Itoh          | SF Magazine |
| 1975 | "Eurema's Dam"                          | R. A. Lafferty       | Norio Itoh          | SF Magazine |
| 1976 | "Wet Paint"                             | A. Bertram Chandler  | Masahiro Noda       | SF Magazine |
| 1977 | "Rozprawa"                              | Stanisław Lem        | Tadashi Fukami      | SF Magazine |
| 1978 | (geen prijs)                            | (geen prijs)         | (geen prijs)        | (geen prijs)                                                                                                   |
| 1979 | "All The Myriad Ways"                   | Larry Niven          | Rei Kozumi          | SF Magazine |
| 1980 | (geen prijs)                            | (geen prijs)         | (geen prijs)        | (geen prijs)                                                                                                   |
| 1981 | "A Relic of the Empire"                 | Larry Niven          | Rei Kozumi          | SF Magazine |
| 1982 | "The Brave Little Toaster"              | Thomas M. Disch      | Hisashi Asakura     | SF Magazine |
| 1983 | "Nightflyers"                           | George R. R. Martin  | Hitoshi Yasuda      | SF Magazine |
| 1984 | "Unicorn Variation"                     | Roger Zelazny        | Jun Kazami          | SF Magazine |
| 1985 | (geen prijs)                            | (geen prijs)         | (geen prijs)        | (geen prijs)                                                                                                   |
| 1986 | (geen prijs)                            | (geen prijs)         | (geen prijs)        | (geen prijs)                                                                                                   |
| 1987 | "Press Enter■"                          | John Varley          | Jun Kazami          | SF Magazine |
| 1988 | "The Only Neat Thing To Do"             | James Tiptree, Jr.   | Hisashi Asakura     | SF Magazine |
| 1989 | "Eye for Eye"                           | Orson Scott Card     | Mariko Fukamachi    | SF Magazine |
| 1990 | "Think Blue, Count Two"                 | Cordwainer Smith     | Norio Itoh          | SF Magazine |
| 1991 | "Schrödinger's Kitten"                  | George Alec Effinger | Hisashi Asakura     | SF Magazine |
| 1992 | "Tango Charlie and Foxtrot Romeo"       | John Varley          | Hisashi Asakura     | SF Magazine |
| 1993 | "Groaning Hinges of the World"          | R. A. Lafferty       | Hisashi Asakura     | SF Magazine |
| 1994 | "Tangents"                              | Greg Bear            | Akinobu Sakai       | Tangents: Greg Bear's New Collection (Hayakawa Publishing)                                                     |
| 1995 | "The Planet Named Shayol"               | Cordwainer Smith     | Norio Itoh          | The Planet Named Shayol (Hayakawa Publishing)                                                                  |
| 1996 | "Robot Visions"                         | Isaac Asimov         | Norio Itoh          | SF Magazine |
| 1997 | "Heads"                                 | Greg Bear            | Kazuko Onoda        | SF Magazine |
| 1998 | "The Death of Captain Future"           | Allen Steele         | Masahiro Noda       | SF Magazine |
| 1999 | "This Year's Class Picture"             | Dan Simmons          | Yooichi Shimada     | SF Magazine |
| 2000 | "Out of the Everywhere"                 | James Tiptree, Jr.   | Norio Itoh          | Out of the Everywhere (Hayakawa Publishing)                                                                    |
| 2001 | "Oceanic"                               | Greg Egan            | Makoto Yamagishi    | SF Magazine |
| 2002 | "Story of Your Life"                    | Ted Chiang           | Shigeyuki Kude      | SF Magazine |
| 2002 | "Reasons to be Cheerful"                | Greg Egan            | Makoto Yamagishi    | 20-seiki SF vol.6 (The 20th Century SF vol.6) (Kawade Shobo)                                                   |
| 2003 | "Luminous"                              | Greg Egan            | Makoto Yamagishi    | 90-nendai SF Kessaku-sen, the Second Volume (The Best SF of Nineties, the Second Volume) (Hayakawa Publishing) |
| 2004 | "Hell Is the Absence of God"            | Ted Chiang           | Makoto Yamagishi    | Story of Your Life (Hayakawa Publishing)                                                                       |
| 2005 | "And Now the News..."                   | Theodore Sturgeon    | Nozomi Ohmori       | SF Magazine |
| 2006 | "The Human Front"                       | Ken MacLeod          | Yooichi Shimada     | SF Magazine |
| 2007 | "The Astronaut from Wyoming"            | Adam-Troy Castro     | Hisashi Asakura     | SF Magazine |
| 2007 | "The Astronaut from Wyoming"            | Jerry Oltion         | Hisashi Asakura     | SF Magazine |
| 2008 | "Weather"                               | Alastair Reynolds    | Naoya Nakahara      | Great Wall of Mars (Hayakawa Publishing)                                                                       |
| 2009 | "The Merchant and the Alchemist's Gate" | Ted Chiang           | Nozomi Ohmori       | SF Magazine |
| 2010 | "Dark Integers"                         | Greg Egan            | Makoto Yamagishi    | SF Magazine |
| 2011 | "Carry the Moon in My Pocket"           | James Lovegrove      | Toru Nakamura       | The Astronaut from Wyoming: The Best Space Exploration SF (Hayakawa Publishing)                                |
| 2012 | "The Lifecycle of Software Objects"     | Ted Chiang           | Nozomi Ohmori       | SF Magazine |
| 2013 | "Pocketful of Dharma"                   | Paolo Bacigalupi     | Hiroshi Kaneko      | Pump Six (Hayakawa Publishing)                                                                                 |
| 2014 | "The Paper Menagerie"                   | Ken Liu              | Yoshimichi Furusawa | SF Magazine |
| 2015 | "The Girl-Thing Who Went Out for Sushi" | Pat Cadigan          | Yōichi Shimada      | SF Magazine |

### Beste dramatische presentatie
| Jaar | Winnaar                                                                  |
| ---- | ------------------------------------------------------------------------ |
| 1970 | Televisieserie The Prisoner                                              |
| 1970 | Film Charly                                                              |
| 1971 | Televisieserie UFO                                                       |
| 1972 | Film The Andromeda Strain                                                |
| 1973 | Film A Clockwork Orange                                                  |
| 1974 | Film Soylent Green                                                       |
| 1975 | Anime Uchū Senkan Yamato                                                 |
| 1976 | Theatrical play Star                                                     |
| 1977 | (geen prijs)                                                             |
| 1978 | Film Solaris                                                             |
| 1979 | Film Star Wars                                                           |
| 1980 | Film Alien                                                               |
| 1981 | Film Star Wars/The Empire Strikes Back                                   |
| 1982 | (geen prijs)                                                             |
| 1983 | Film Blade Runner                                                        |
| 1984 | Film The Dark Crystal                                                    |
| 1985 | Film Nausicaä of the Valley of the Wind                                  |
| 1986 | Film Back to the Future                                                  |
| 1987 | Film Brazil                                                              |
| 1988 | Film Royal Space Force: The Wings of Honneamise                          |
| 1989 | Film My Neighbor Totoro                                                  |
| 1990 | Anime Gunbuster                                                          |
| 1991 | TV Ginga Uchū Odyssey                                                    |
| 1992 | Film Terminator 2: Judgment Day                                          |
| 1993 | Anime Mama wa Shōgaku 4 Nensei                                           |
| 1994 | Film Jurassic Park                                                       |
| 1995 | Film Zeiram 2                                                            |
| 1996 | Film Gamera: Guardian of the Universe                                    |
| 1997 | Film Gamera 2: Attack of Legion                                          |
| 1998 | Tokusatsu Ultraman Tiga                                                  |
| 1999 | Film Martian Successor Nadesico: The Motion Picture – Prince of Darkness |
| 2000 | Anime Cowboy Bebop                                                       |
| 2001 | Video game Gunparade March                                               |
| 2002 | Tokusatsu Kamen Rider Kuuga                                              |
| 2003 | Anime Voices of a Distant Star                                           |
| 2004 | Film The Two Towers                                                      |
| 2005 | Anime Planetes                                                           |
| 2006 | Tokusatsu Tokusou Sentai Dekaranger                                      |
| 2007 | Film The Girl Who Leapt Through Time                                     |
| 2008 | Anime Dennō Coil                                                         |
| 2009 | Anime Macross Frontier                                                   |
| 2010 | Film Summer Wars                                                         |
| 2011 | Film District 9                                                          |
| 2012 | Anime Mahō Shōjo Madoka Magika                                           |
| 2013 | Anime Bodacious Space Pirates                                            |
| 2014 | Film Pacific Rim                                                         |
| 2015 | Film Space Battleship Yamato 2199: Odyssey of the Celestial Ark          |

### Beste strip
| Jaar | Winnaar                                                                                       |
| ---- | --------------------------------------------------------------------------------------------- |
| 1978 | Toward the Terra door Keiko Takemiya                                                          |
| 1979 | Fujōri Nikki door Hideo Azuma                                                                 |
| 1980 | Star Red door Hagio Moto                                                                      |
| 1982 | Kibun wa Mō Sensō door Katsuhiro Otomo                                                        |
| 1983 | Gin no Sankaku door Hagio Moto                                                                |
| 1984 | Domu: A Child's Dream door Katsuhiro Otomo                                                    |
| 1985 | X + Y door Hagio Moto                                                                         |
| 1986 | Appleseed door Masamune Shirow                                                                |
| 1987 | Urusei Yatsura door Rumiko Takahashi                                                          |
| 1988 | Kyūkyoku Chōjin R door Masami Yuki                                                            |
| 1989 | Mermaid Saga door Rumiko Takahashi                                                            |
| 1990 | So What? door Megumi Wakatsuki                                                                |
| 1991 | Uchū Daizakka door Eiji Yokoyama                                                              |
| 1992 | Yamataika door Yukinobu Hoshino                                                               |
| 1993 | OZ door Natsumi Itsuki                                                                        |
| 1994 | DAI-HONYA door Miki Tori                                                                      |
| 1994 | Grant Leauvas Monogatari door Kyoko Shito                                                     |
| 1995 | Nausicaä of the Valley of the Wind door Hayao Miyazaki                                        |
| 1996 | Parasyte door Hitoshi Iwaaki                                                                  |
| 1997 | Ushio and Tora door Kazuhiro Fujita                                                           |
| 1998 | SF Taishō door Miki Tori                                                                      |
| 1999 | Runnahime Hourouki door Eiji Yokoyama                                                         |
| 2000 | Itihaasa door Wakako Mizuki                                                                   |
| 2001 | Cardcaptor Sakura door CLAMP                                                                  |
| 2002 | Planetes door Makoto Yukimura                                                                 |
| 2003 | Chronoeyes door Yūichi Hasegawa                                                               |
| 2004 | From Far Away door Kyoko Hikawa                                                               |
| 2005 | Bremen II door Izumi Kawahara                                                                 |
| 2006 | Onmyōji door Reiko Okano                                                                      |
| 2007 | Yokohama Kaidashi Kikō door Hitoshi Ashinano                                                  |
| 2008 | 20th Century Boys door Naoki Urasawa                                                          |
| 2009 | Trigun Maximum door Yasuhiro Nightow                                                          |
| 2010 | Pluto door Naoki Urasawa, Osamu Tezuka, Takashi Nagasaki, Makoto Tezuka en Tezuka Productions |
| 2011 | Fullmetal Alchemist door Hiromu Arakawa                                                       |
| 2012 | Mobile Suit Gundam: The Origin door Yoshikazu Yasuhiko                                        |
| 2013 | Inherit the Stars door Yukinobu Hoshino                                                       |
| 2014 | The World of Narue door Tomohiro Marukawa                                                     |
| 2015 | Moyasimon door Masayuki Ishikawa                                                              |

### Beste artiest
| Jaar | Winnaar                       |
| ---- | ----------------------------- |
| 1979 | Naoyuki Kato                  |
| 1980 | Noriyoshi Ourai               |
| 1981 | Yoshikazu Yasuhiko            |
| 1982 | Shusei Nagaoka                |
| 1983 | Yoshitaka Amano               |
| 1984 | Yoshitaka Amano               |
| 1985 | Yoshitaka Amano               |
| 1986 | Yoshitaka Amano               |
| 1987 | Michiaki Sato                 |
| 1988 | Jun Suemi                     |
| 1989 | Hiroyuki Kato & Keisuke Gotou |
| 1990 | Katsumi Michihara             |
| 1991 | Eiji Yokoyama                 |
| 1992 | Masamune Shirow               |
| 1993 | Keinojō Mizutama              |
| 1994 | Hitoshi Yoneda                |
| 1995 | Keinojō Mizutama              |
| 1996 | Akihiro Yamada                |
| 1997 | Yuji Kaida                    |
| 1998 | Shigeru Mizuki                |
| 1999 | Takami Akai                   |
| 2000 | Kenji Tsuruta                 |
| 2001 | Kenji Tsuruta                 |
| 2002 | Katsuya Terada                |
| 2003 | Makoto Shinkai                |
| 2004 | Daisuke Nishijima             |
| 2005 | Makoto Shinkai                |
| 2006 | Range Murata                  |
| 2007 | Yoshitaka Amano               |
| 2008 | Naoyuki Kato                  |
| 2009 | Naoyuki Kato                  |
| 2010 | Naoyuki Kato                  |
| 2011 | Naoyuki Kato                  |
| 2012 | Naohiro Washio                |
| 2013 | Kenji Tsuruta                 |
| 2014 | Naoyuki Kato                  |
| 2015 | Keinojō Mizutama              |

### Beste non-fictie
| Jaar | Winnaar |
| ---- | --- |
| 1985 | Kōseiki no sekai door Fujio Ishihara |
| 1986 | Tokusatsu Hero Retsuden door Noriaki Ikeda |
| 1987 | Ishihara Hakase no SF Kenkyūshitsu door Fujio Ishihara |
| 1988 | Wizardry nikki door Tetsu Yano |
| 1989 | Space Opera no kakikata door Masahiro Noda |
| 1990 | Future Magic door Robert L. Forward |
| 1991 | SF Handbook, bewerkt door Hayakawa Shobō Editorial Office |
| 1992 | Televisieserie "Denshi Rikkoku Nippon no Jijoden" door NHK |
| 1993 | The Minds of Billy Milligan door Daniel Keyes |
| 1994 | Yasashii Uchū Kaihatsu Nyūmon door Masahiro Noda |
| 1995 | Itoshino Wonderland door Masahiro Noda |
| 1996 | Tondemo-bon no sekai, bewerkt door Togakkai |
| 1997 | Tondemo-bon no gyakushū, bewerkt door Togakkai |
| 1998 | Walking Humanoid Robot P2 door Honda |
| 1999 | Uchū o Kūsō shitekita Hitobito door Masahiro Noda |
| 2000 | AIBO door Sony |
| 2001 | Motto sugoi kagaku de mamorimasu! door Yūichi Hasegawa |
| 2002 | NHK Shōnen Drama Series no Subete door Hisaaki Masuyama |
| 2003 | Uchū e no pasupōto (Passport into Space) door Yūichi Sasamoto |
| 2004 | Uchū e no pasupōto 2 (Passport into Space 2) door Yūichi Sasamoto |
| 2005 | Maeda Kensetsu Fantasy Eigyobu door Maeda Corporation |
| 2006 | Disappearance Diary door Hideo Azuma |
| 2007 | Uchū e no pasupōto 3 (Passport into Space 3) door Yūichi Sasamoto |
| 2008 | Hoshi Shinichi: 1001 Wa o Tsukutta Hito door Hazuki Saishō |
| 2009 | Sekai no SF ga yattekita! Nippon con file 2007 bewerkt door Science Fiction and Fantasy Writers of Japan |
| 2010 | Nihon SF Seishinshi door Yasuo Nagayama |
| 2011 | Sa wa saiensu no sa door Tsukasa Shikano |
| 2012 | Azuma Hideo sōtokushū — Bishōjo, SF, fujōri gyagu, soshite shissō, bewerkt door Kawade Shobo Shinsha |
| 2013 | Offprint of "The Present and Future of CGM: The World Opened Up door Hatsune Miku, Nico Nico Douga, and PIAPRO" uit de mei 2012 editie van IPSJ Magazine, gepubliceerd door Information Processing Society of Japan |
| 2014 | DIY LIQUID FUEL ROCKET door Summer Rocket Team door Yoshito Asari |
| 2015 | Sanrio SF bunko sōkaisetsu bewerkt door Shinji Maki en Nozomi Ohmori |